# 親和中学校・親和女子高等学校
親和中学校・親和女子高等学校（しんわちゅうがっこう・しんわじょしこうとうがっこう）は、兵庫県神戸市灘区土山町にある学校法人親和学園が運営する私立中学校・高等学校である。地元では「しんな」と呼ばれることが多い。毎年10月26日は、校祖記念日として「追弔会」という行事を本校講堂にて行っている。体育祭でカドリーユとカレドニアンが毎年踊られる。

## 沿革
- 1887年 親和女学校として開校
- 1908年 親和高等女学校となる
- 1947年 新制の親和中学校を併設する
- 1948年 高等女学校が新制の親和女子高等学校となる
- 1987年 学園創立100周年記念式典を挙行
- 1989年 大倉山（下山手通）から六甲（神戸市灘区＝神戸市外国語大学の移転跡地）に移転
- 2006年 高等学校の募集を停止
- 2014年 Sコースの設立・募集開始
- 2015年 高等学校の募集を再開
- 2020年 国際科の設立・募集開始
- 2023年 開智学園との教育連携が始まる
- 2025年 親和中学校に女子部に加え、新たに共学部を設置し、令和7年度入学生から男女共学化を開始[1][2]

## クラブ活動
出典：

### 運動部
- バレーボール部★
- ハンドボール部
- 陸上競技部
- 空手道部
- テニス部
- バスケットボール部
- 卓球部
- 水泳部
- バドミントン部★
- ソフトボール部

### 文化部
- 書道部
- 園芸部
- パソコン部
- 新聞部
- 写真部
- 文学部
- 理化部
- 演劇部
- ESS部
- 家庭部
- ギター部
- 生物部
- 漫画研究部
- 映画部
- 放送部
- 社会部
- 美術部
- コーラス部
- 軽音楽部
- 器楽部

★は強化指定部

## 著名な出身者
- 小川甲子 - 元宝塚歌劇団花組主演男役・元女優
- 王嶋環 - 漫画家
- 岡田有花 - ジャーナリスト
- 小原正子 - お笑いタレント
- 川端千枝 - 歌人
- 白井文 - 政治家
- 杉田水脈 - 政治家
- 平松愛理 - 歌手、シンガーソングライター
- 藤原紀香 - タレント
- 宮田圭子 - 女優
- 乾久美子 - 建築家

## アクセス
- 六甲駅から徒歩15分
- 六甲道駅から徒歩25分